# Clayne Crawford
Clayne Crawford (Clay, 20 aprile 1978) è un attore e regista statunitense.

## Biografia
Crawford è nato a Clay, nell'Alabama. È apparso in film come I passi dell'amore - A Walk to Remember (2002), Swimfan - La piscina della paura (2002), Una canzone per Bobby Long (2004), The Great Raid - Un pugno di eroi (2005) e The Baytown Outlaws - I fuorilegge (2012).
Tra il 2006 e il 2007 ha avuto il ruolo ricorrente di Mitch Cafferty nella prima stagione della serie televisiva Jericho.
Nel 2010 Crawford è stato tra gli attori protagonisti del film direct-to-video Smokin' Aces 2: Assassins' Ball, prequel di Smokin' Aces.
Tra il 2010 e il 2011 ha avuto un ruolo ricorrente nell'ottava stagione di 24 e nelle prime due stagioni di The Glades. 
Dal 2013 è tra gli interpreti principali della serie televisiva Rectify trasmessa da SundanceTV.
Nel 2016 è stato scelto per interpretare il ruolo di Martin Riggs nella serie tv Lethal Weapon, tratta dall'omonimo film. Il 25 aprile 2018 la Warner Bros. Television e la 20th Century Fox Television lo hanno licenziato per essere stato al centro di problemi sul set. È stato quindi rimpiazzato a partire dalla terza stagione da Seann William Scott, famoso per il ruolo di Steve Stifler nella saga di American Pie.  
Tra le altre serie televisive in cui è comparso in almeno due episodi vi sono: Roswell, CSI - Scena del crimine, Leverage - Consulenze illegali, Justified, Graceland, Rogue e NCIS: New Orleans.

## Filmografia

### Attore

#### Cinema
- One Blood Planet, regia di Jerry Decker (2001)
- I passi dell'amore - A Walk to Remember (A Walk to Remember), regia di Adam Shankman (2002)
- Swimfan - La piscina della paura (Swimfan), regia di John Polson (2002)
- Trespassing, regia di James Merendino (2004)
- Una canzone per Bobby Long (A Love Song for Bobby Long), regia di Shainee Gabel (2004)
- The Great Raid - Un pugno di eroi (The Great Raid), regia di John Dahl (2005)
- Steel City, regia di Brian Jun (2006)
- Wristcutters - Una storia d'amore (Wristcutters: A Love Story), regia di Goran Dukic (2006)
- False Prophets, regia di Robert Kevin Townsend (2006)
- Identità sospette (Unknown), regia di Simon Brand (2006)
- Feel, regia di Matt Mahurin (2006)
- Walk the Talk, regia di Matthew Allen (2007)
- 7-10 Split, regia di Tommy Reid (2007)
- On the Doll, regia di Thomas Mignone (2007)
- X's & O's, regia di Kedar Korde (2007)
- The Donner Party, regia di Terrence J. Martin (2009)
- The Perfect Host, regia di Nick Tomnay (2010)
- Kingshighway, regia di Clayne Crawford (2010)
- Smokin' Aces 2: Assassins' Ball, regia di P.J. Pesce (2010)
- Pox, regia di Lisa Hammer (2011)
- The Baytown Outlaws - I fuorilegge (The Baytown Outlaws), regia di Barry Battles (2012)
- N.Y.C. Underground, regia di Jessy Terrero (2013)
- A Fighting Season, regia di Oden Roberts (2015)
- Warrior Road, regia di Brad Jayne (2015)
- Spectral, regia di Nic Mathieu (2016)
- Above Ground - Segreti sepolti, regia di Thomas Rennier (2017)
- Finestkind, regia di Brian Helgeland (2023)
- The Channel, regia di William Kaufman (2023)

#### Televisione
- Buffy l'ammazzavampiri (Buffy the Vampire Slayer) – serie TV, 1 episodio (1997)
- Roswell – serie TV, 2 episodi (2001-2002)
- CSI - Scena del crimine (CSI: Crime Scene Investigation) – serie TV, 2 episodi (2001-2009)
- CSI: Miami – serie TV, 1 episodio (2003)
- Thief - Il professionista (Thief) – miniserie TV, 1 puntata (2005)
- Jericho – serie TV, 5 episodi (2006-2007)
- The Barnes Brothers, regia di Clayne Crawford – film TV (2007)
- Women's Murder Club – serie TV, 1 episodio (2007)
- Gemini Division – serie TV, 2 episodi (2008)
- Life – serie TV, 1 episodio (2009)
- Cold Case - Delitti irrisolti (Cold Case) – serie TV, 1 episodio (2009)
- Dark Blue – serie TV, 1 episodio (2009)
- Criminal Minds – serie TV, 1 episodio (2009)
- Leverage - Consulenze illegali (Leverage) – serie TV, 2 episodi (2009-2012)
- Burn Notice - Duro a morire (Burn Notice) – serie TV, 1 episodio (2010)
- 24 – serie TV, 9 episodi (2010)
- Law & Order: Criminal Intent – serie TV, 1 episodio (2010)
- All Signs of Death, regia di Alan Ball – film TV (2010)
- The Glades – serie TV, 7 episodi (2010-2011)
- CSI: NY – serie TV, 1 episodio (2011)
- Memphis Beat – serie TV, 1 episodio (2011)
- Justified – serie TV, 3 episodi (2012)
- Graceland – serie TV, 2 episodi (2013)
- Rectify – serie TV, 22 episodi (2013-2016)
- Rogue – serie TV, 5 episodi (2014)
- NCIS: New Orleans – serie TV, 3 episodi (2015)
- Lethal Weapon – serie TV, 40 episodi (2016-2018)
- Into the Dark – serie TV, 1 episodio (2018)

### Regista
- The Barnes Brothers - film TV (2007) - anche produttore esecutivo
- Kingshighway (2010)
- Darnell Dawkins: Mouth Guitar Legend (2010)
- Lethal Weapon (2016-2018) - un episodio

## Doppiatori italiani
Nelle versioni in italiano delle opere in cui ha recitato, Clayne Crawford è stato doppiato da:
- Stefano Crescentini in Rectify, Roswell, NCIS: New Orleans
- Alessandro Quarta in Identità sospette, The Baytown outlaws - i fuorilegge
- Fabio Boccanera in CSI - Scena del crimine (ep. 2x02), Lethal Weapon
- Marco Vivio in Criminal Minds, Cold Case - Delitti irrisolti
- Francesco Pezzulli ne I passi nell'amore - a Walk remember, Above Ground - Segreti sepolti
- Pierluigi Astore in CSI: Miami
- Massimo De Ambrosis in Swimfan - la piscina della paura
- Lorenzo Scattorin in Winscutters - una storia d'amore
- Luigi Ferraro in CSI - Scena del crimine (ep. 9x04)
- Andrea Lavagnino in 24
- Roberto Chevalier in CSI: NY
- Gianfranco Miranda in Leverage - Consulenze illegali (ep. 1x12)
- Fabrizio Vidale in Leverage - Consulenze illegali (ep. 4x18)
- Gabriele Lopez in Burn Notice - Duro a morire
- Gianluca Iacono in Law & Order: Criminal Intent
- Davide Marzi in The Glades (st. 1)
- Fabrizio Manfredi in The Glades (st. 2)
- Massimo Triggiani in Spectral